# Resurs
 Resurs  (fr. „la ressource“, „sredstvo, izvor“, lat. resurgere, „izvirati“) je sredstvo, koje je potrebno za provođenje ili dovršavanje jedne radnje.
Resurs može biti materijalno dobro ili nematerijalna imovina.
Uglavnom se podrazumjeva oprema za proizvodnju, novac, tlo, sirovine, energija ili djelatnici.
Na području psihologije se ubrajaju sposobnosti, karakter, ili mentalni stav.
U sociologiji ubraja se obrazovanje, zdravlje i prestiž.

## Gospodarstvo
U ekonomiji kao resursi ili sredstva obično se navodi djelo, tlo, okoliš i kapital kao čimbenici. 
Ti faktori u raznim razdobljima imaju različit značaj:
- u predindustrijskom gospodarstvu je zemlja ključni faktor
- u industrijskom gospodratvo – je to kapital
- u postindustrijskom gospodarstvu – ljudski faktor predstavlja ključni faktor.